# Charles John Tolman
Charles John Tolman (Harrison, Pennsilvània, 22 de març de 1875 - ?) fou un compositor estatunidenc. Estudià amb diversos mestres particulars i ensems es va distingir com a professor, organista, pianista i director d'orquestra. També fou auxiliar del Judson College d'Alabama, director musical del Coker College i del seu cor i organista de l'església de Sant Joan Baptista de Perkins (Iowa). Compongué diverses obres per a piano i antífones, entre d'altres.